# Johan Olin
Johan Fredrik "John" Olin (30. juni 1883 – 3. december 1928) var en finsk bryder som deltog OL 1912 i Stockholm.
Olin vandt en sølvmedalje i brydning under OL 1912 i Stockholm. Han kom på en andenplads i vægtklassen sværvægt, i græsk-romersk stil efter landsmanden Yrjö Saarela.